# Bunostomum phlebotomum
Bunostomum phlebotomum är en rundmaskart som först beskrevs av Louis-Joseph Alcide Railliet 1900.  Bunostomum phlebotomum ingår i släktet Bunostomum och familjen Ancylostomatidae. Inga underarter finns listade i Catalogue of Life.